# Louis Couturat
Louis Couturat (tiếng Pháp: [kutyʁa]; sinh ngày 17 tháng 1 năm 1868 - mất ngày 3 tháng 8 năm 1914) nhà lôgic học, nhà toán học, nhà triết học, và là nhà ngôn ngữ học người Pháp.

## Cuộc sống
Sinh ra ở Ris-Orangis, Essonne, Pháp. Vào năm 1887, ông gia nhập vào Trường Sư phạm Paris để học triết học và toán học. Vào năm 1895, ông giảng dạy triết học tại Đại học Toulouse và năm 1897 giảng dạy triết học về toán học tại Đại học Caen Normandy. Sau một thời gian ở Hanover nghiên cứu các tác phẩm của Leibniz, ông trở thành trợ lý cho Henri-Louis Bergson tại Collège de France vào năm 1905.
Ông là người Pháp ủng hộ logic toán nổi lên trong những năm trước Chiến tranh thế giới thứ nhất, nhờ vào các tác phẩm của Charles Sanders Peirce, Giuseppe Peano và trường học của ông, và đặc biệt là The Principles of Mathematics của bạn Couturat phóng viên Bertrand Russell. Giống như Russell, Couturat thấy logic toán như một công cụ để thúc đẩy cả toán học và triết học về toán học. Trong này, ông đã bị phản đối bởi Henri Poincaré, người đã ngoại lệ đáng kể cho những nỗ lực của Couturat để quan tâm đến Pháp trong logic toán.Với lợi ích của nhận thức muộn màng, chúng ta có thể thấy rằng Couturat đã đồng ý rộng rãi với tính logic của Russell, trong khi Poincaré đã dự đoán trực giác của Brouwer.
Ấn phẩm lớn đầu tiên của ông là Couturat (1896). Vào năm 1901, ông xuất bản La Logique de Leibniz,một nghiên cứu chi tiết về Leibniz, dựa trên việc kiểm tra chiếc Leibniz Nachlass khổng lồ ở Hanover. Mặc dù Leibniz đã qua đời vào năm 1716, chiếc Nachlass của ông chỉ được xếp vào danh mục năm 1895. Chỉ sau đó mới có thể xác định mức độ công việc chưa được công bố của Leibniz về logic. Vào năm 1903, Couturat xuất bản phần lớn tác phẩm đó trong một tập sách lớn khác, Opuscules et Fragments Inedits de Leibniz của ông, chứa nhiều tài liệu ông đã kiểm tra khi viết La Loqique. Couturatdo đó là người đầu tiên đánh giá cao Leibniz là nhà logic lớn nhất trong suốt hơn 2000 năm tách biệt Aristotle khỏi George Boole và Augustus De Morgan.Một phần quan trọng của sự hồi sinh của thế kỷ 20 Leibniz là nền tảng trong những nỗ lực biên tập và giải thoát của Couturat. Công việc này trên Leibniz đã thu hút Russell, cũng là tác giả của một cuốn sách năm 1900 trên Leibniz, và do đó bắt đầu trao đổi thư từ và tình bạn chuyên nghiệp của họ.
Vào năm 1905, Couturat xuất bản một tác phẩm về logic và nền tảng toán học (với phụ lục về triết học toán học của Kant) vốn được hình thành như một bản dịch Russell's Principles of Mathematics. Vào cùng năm đó, ông đã xuất bản L'Algèbre de la logique, ột bài giới thiệu cổ điển về Đại số Boolean and the works of C.S. Peirce và Ernst Schröder.
Vào năm 1907, Couturat đã giúp tìm ra ngôn ngữ được xây dựng Ido, một nhánh của Esperanto, và là người ủng hộ chính của Ido trong phần còn lại của cuộc đời ông. Bằng cách ủng hộ một ngôn ngữ quốc tế được xây dựng, xây dựng theo các nguyên tắc logic và với một từ vựng được lấy từ các ngôn ngữ châu Âu hiện có, Couturat đã song song với sự ủng hộ của Peano về Interlingua. Bằng cách thúc đẩy Ido, Couturat bước vào bước chân của Leibniz; Leibniz đã kêu gọi tạo ra một ngôn ngữ mang tính biểu tượng và khái niệm phổ quát mà ông đặt tên là characteristica universalis.
Couturat, là một người hòa bình, đã thiệt mạng khi chiếc xe của ông bị trúng một chiếc xe chở các đơn đặt hàng cho việc huy động Quân đội Pháp, trong giai đoạn đầu của Chiến tranh thế giới thứ nhất.
Ông xuất hiện như một nhân vật trong tiểu thuyết năm 2010 của Joseph Skibell, A Curable Romantic.

## Nghiên cứu
- 1896: De Platonicis mythis Thesim Facultati Litterarum Parisiensi proponebat Ludovicus Couturat, Scholae Normalae olim alumnus. Parisiis: Felix Alcan Bibliopola. 120 p.
- 1896: De l'Infini mathématique. Republished 1975, Georg Olms.
- 1901: La Logique de Leibniz. Republished 1961, Georg Olms. Donald Rutherford's English translation in progress.
- 1903: Opuscules et Fragments Inédits de Leibniz. Republished 1966, Georg Olms.
- 1903: (with Léopold Leau) Histoire de la langue universelle. Paris: Hachette. Republished 2001, Olms.
- 1905. Les Principes des Mathématiques: avec un appendice sur la philosophie des mathématiques de Kant.[1] Republished 1965, Georg Olms.
- 1905: L'Algèbre de la logique.[2] 1914: P. E. B. Jourdain translator, The Algebra of Logic, Open Court, from Project Gutenberg.
- 1907: (with Léopold Leau) Les nouvelles langues internationales. Paris: Hachette, republished 2001, Olms.
- 1910: Étude sur la dérivation dans la langue internationales. Paris: Delagrave. 100 p.
- 1910: (with Otto Jespersen, R. Lorenz, Wilhelm Ostwald and L.Pfaundler) International Language and Science: Considerations on the Introduction of an International Language into Science, Constable and Company Limited, London.
- 1915: (with Louis de Beaufront) Dictionnari Français-Ido. Paris: Chaix, 586 p.